# Багратян, Грант Араратович
Гра́нт Арара́тович Багратя́н (арм. Հրանտ Բագրատյան; род. 18 октября 1958, Ереван) — армянский государственный деятель. С 1993 по 1996 год был премьер-министром Армении. Депутат 5-го созыва Национального собрания РА. Армянский экономист, доктор экономики, философии, академик российской гуманитарной академии, в 1995 году был признан человеком года Американским институтом биографии, в 1998 году был признан человеком тысячелетия ООН и Кембриджским биографическим центром, в 2005 году Ереванский государственный университет вручил звание «Почётного доктора Ереванского государственного университета», в 2006 году журналистами РА был признан «Экономистом, имеющим самый большой вклад в приобретение независимости РА и её становление», президент партии «Азатутюн», основатель член АНК.

## Образование
- 1965—1975 — Ереванская средняя школа номер 49.
- 1975—1979 — Ереванский институт народного хозяйства.
- 1983—1986 — Институт Экономики Академии наук РА, аспирантура.

## Трудовая деятельность
- 1979—1981 — служил в советской армии.
- 1990—1993 — первый заместитель Председателя Правительства, Министр экономики РА
  - 1991-1991 - исполняющий обязанности премьер-министра Армении
- 1993—1996 — премьер-министр Армении
- 1996—1997 — консультант в Международном валютном фонде (МВФ)
- 1998—2006 — вице-президент, директор по закупкам винограда Ереванского коньячного завода.
- с 2006 года — лидер партии «Азатутюн» (Свобода).
- с 2007 года — преподаватель Российско-Армянского (Славянского) университета.
- 2008—2010 — преподаватель Киевского международного университета.
- 2010—2012 — преподаватель Университета банковского дела Национального банка Украины (УБС НБУ)
- 2012 — 6-го мая был избран в члены парламента РА
- 2016 — почётный профессор Российско-армянского университета;
- 2012—2017  — депутат Парламента Армении.
- 2017 — руководитель научно-образовательного центра «Глобального развития и мегаэкономики» Института Экономики и Бизнеса Российско-Армянского университета

## Круг научных интересов
Грант Багратян является всесторонне развитым человеком. Он владеет 5 языками: армянский, русский, английский, украинский, немецкий. Грант Багратян имеет 102 опубликованных работ, в том числе 18 монографий, учебников и учебных пособий. Круг его научных интересных достаточно широк:
- Менеджмент;
- Финансы;
- Проблемы мотивации, управление человеческими ресурсами;
- Земельная реформа;
- Управленческие и административные реформы на постсоветском пространстве;
- Либерализация цен и торговли;
- Структурные реформы в энергетике постсоциалистических стран;
- Приватизация промышленных предприятий;
- Экономическая цивилизация;
- Научно-технический прогресс;
- Менеджмент человеческих ресурсов;
- Мегаэкономика.

## Теория мегаэкономики
Является основателем теории мегаэкономики, что, как он сам считает, является его самым большим научным достижением. Вследствие учреждения Всемирной торговой организации образовался единый мировой рынок, когда 154 страны имеют одинаково низкие таможенные пошлины и налоговые ставки, и дают 97 % всемирного ВВП. Тогда как в основе кейнсианства лежит не всемирный рынок, а единый национальный рынок. Соответственно, кроме микроэкономики и макроэкономики есть ещё и мегаэкономика, где цели государства меняются.

## Книги
* Общество и государство. Перевод с армянского В Аветисяна М.:Изограф, 2000.- 320 с.
* Հայաստանը դարերի սահմանագծին/ Հ. Բագրատյան; Խմբ.` Ա. Մարտիրոսյան: Երևան.,: Նաիրի, 2003: 240 էջ
* Мегаэкономика и глобальные экономические проблемы: Учебно-методическое пособие. — Ер.: Издательство РАУ, 2013—252 с.
* Megaeconomics and global macroeconomic problems /Hrant Bagratyan, Iryna Kravchenko. — K.: UB NBU, 2013. — 247 p.
* Земельная реформа: вопросы теории и практики. — Ер.: Наири. 2003—476 стр.
* Введение в мегаэкономику: теория, методология, практика: монография/ Грант Багратян, Ирина Кравченко. — К.: УБД, НБУ, 2012. — 158 с.

## Звания, награды
- 1987 — присвоено звание кандидата экономическиx наук.
- 1995 — признан Человеком года Американским институтом биографии.
- 1997 — присвоено звание почётного доктора Международным валютным фондом.
- 1998 — признан Человеком тысячелетия ООН и Кембриджским биографическим центром,
- 2005 — присвоена учёная степень доктора экономических наук Высшей аттестационной комиссией РФ.
- 2005 — присвоено звание «Почётного доктора Ереванского государственного университета» Ереванским государственным университетом.
- 2005 — присвоена учёная степень доктора экономических наук Высшей аттестационной комиссией Республики Армения.
- 2006 — признан лучшим экономическим деятелем страны за все годы независимости — 1991—2006 гг. независимыми журналистами Армении.
- 2010 — присвоена учёная степень доктора экономических наук Высшей аттестационной комиссией Украины

## Музыкальная деятельность
До начала своей карьеры в правительстве РА Грант Багратян работал в театральном оркестре в Театре музыкальной комедии имени Акопа Пароняна, играл блюз акустической гитарой. Несмотря на то, что Грант Багратян не имеет музыкального образования, он является автором 15-ти работ и намерен выпустить альбом. По его мнению, человеческая жизнь достаточна для того, чтобы быть профессионалом в двух областях.

## Хобби
Грант Багратян собирает коллекцию алкогольных напитков. В своё время он собрал около 5000 маленьких бутылок, большинство из которых, однако, он раздарил, и теперь осталось только 300 маленьких бутылок. Любит играть в бильярд и шахматы. Грант Багратян также плавает на большие расстояния.